# Острів Паєра
О́стрів Па́єра (рос. Остров Пайера) — острів в Північному Льодовитому океані, у складі архіпелагу Земля Франца-Йосифа. Адміністративно відноситься до Приморського району Архангельської області Росії.

## Географія
Острів знаходиться в північній частині архіпелагу, входить до складу Землі Зичі. Розташований між островом Джексона на північному заході (відокремлений Італійською протокою), островом Циглера — на південному заході (протока Бута), островами Грілі та Куна — на південному сході (протока Американська).
Крайня східна точка — мис Гострий Нос, південна — мис Болдвіна, крайня західна — мис Рузвельта. Майже 95 % острова займають льодовики.

## Історія
Острів відкритий 1873 року Австро-Угорською полярною експедицією Юліуса Паєра 1872–1874 років, на честь якого і був названий.